# Campisábalos
Campisábalos è un comune spagnolo di 67 abitanti (2022) situato nella comunità autonoma di Castiglia-La Mancia.